# そあら
そあら（1986年3月5日 - ）は、日本の元AV女優。

## 略歴
2004年11月、『SHY [シャイ]』（SODクリエイト）でデビューしたロリータ系のAV女優である。
しかし、2005年9月にはアトラス21専属の新人女優「星空（“そあら”と読む）」としてデビューとなっている。

なお「星空」のプロフィールは、「そあら」のものと生年月日（1987年3月5日）や体のサイズ（身長146cm、スリーサイズ：B82（E-65）・W56・H86）が異なり、北海道出身で血液型はA型となっている。

## 作品

### アダルトビデオ
「そあら」名義（全てSODクリエイトよりリリース）
- SHY [シャイ]　（2004年11月18日）
- SHY GIRLS [AV女優養成所に入学!]　（2004年12月16日）…共演：菅野亜梨沙・みゆき真実
- SODグループ10メーカーが2005年のテーマを撮りおろしました　（2005年1月1日）…出演:夏目ナナ、CHACO、みゆき真実、さいとう真央、橘真央　他
- オトナの絵本 ～コスプレそあらが犯られちゃう～　（2005年1月20日）
- ソフト・オン・デマンド 2004年下半期（7月～12月）BEST10 “女優編 2”　（2005年4月7日）…総集編、他出演：CHACO、みゆき真実、星乃まりん

「星空」名義（全てアトラス21よりリリース）
- 聖処女　（2005年9月23日）
- 幼なゴコロ　（2005年10月21日）
- オールヌード　（2005年11月18日）
- in my room　（2005年12月23日）
- THE 出血大制服 6　（2006年1月23日）
- 生リアル　（2006年2月20日）
- フェチDoll 絶対服従の生フィギュア　（2006年3月17日）
- ニャンニャンしよ～よ。　（2006年4月19日）
- ザーメンシャワー　（2006年5月19日）
- THE 出血大制服 SPECIAL Vol.1　（2006年7月21日）…総集編、他出演：長谷川いずみ、桃咲あい、まりあ&ゆりあ、浜崎あや、進藤玲菜、北川明花、北川絵美
- ロリズム　（2006年8月18日）…総集編
- ちょっとモザイク　（2006年12月20日）…総集編
- in my room ワタシの部屋でHなコトいっぱいしよっ!　（2007年1月13日）…総集編、他出演：北川絵美
- PREMIUM TICKET 14　（2007年5月13日）…総集編

## 書籍

### 写真集
- SOARA（2005年11月1日、リイド社、撮影：河野英喜）ISBN 978-4845826223